# シークレット・ドクトリン

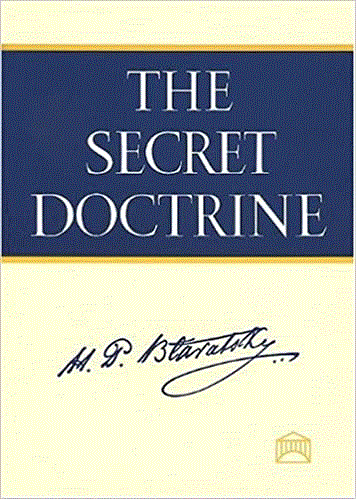
シークレット・ドクトリン

『シークレット・ドクトリン』（The Secret Doctrine）は、ヘレナ・P・ブラヴァツキーの1888年の著作。日本語では「秘密教義」とも表記する。

## 概要
彼女が実在を主張する、センザルSenzar語による「アトランティスの叡智を伝える世界最古の書物」と称される『ジャーンの書』（Book of Dzyan）の逐語訳に、注釈を加えるという形をとっている。世界の各聖典からの引用も含まれている。当初は『ヴェールを剥がれたイシス』の改訂版として書き始められた。
全4巻の予定で、1888年に2分冊で刊行されたが未完。のちにアニー・ベサントがまとめて第3巻が刊行されたが、ほとんどできていたという最終巻は刊行されていない。2種類の版が存在する。一方はポイント＝ローマ派の出版した2巻本で、初版の復刻である。もう一方はアディヤール派によって再構成された通称アディヤール版で、ブラヴァツキー夫人の未発表原稿を含んだ膨大な大冊となっている。
第1巻では宇宙の創世が、第2巻ではレムリアやアトランティスを舞台とした第四根源人種の歴史といった人類の起源と進化（霊的進化論）について記述している。これらは秘教的な学校で極秘裏に伝えられてきた知識で、霊的な師モリヤとクートフーミがオカルト的な方法でブラヴァツキーに伝えたとされる。
タネ本である『ジャーンの書』はKiu-te（rGyud-sde、チベット語で「タントラ部」）というチベット仏教タントラであるという意見もあり、また当時の西欧で流布していたさまざまな仏教の知識や文献の寄せ集めにすぎないとも言われている。当時鎖国していたチベットでスパイ活動をしたチャンドラ・ダースがチベットの経典類を大量に持ち出しており、ヘンリー・スティール・オルコットはダースに面会してこれを見ていた。人類学者の杉本良男は『ジャーンの書』が実在するにしてもしないにしても、『シークレット・ドクトリン』の背景に間諜ダースの働きがあったのは間違いないようであると述べている。ダースに経典類を渡したとしてチベットの高官センチェン・トゥルクは公開鞭打ちの上流刑になり、チベットの鎖国は一層強化された。
本書に叙述された人類史、根源人種論は、古代ヒンドゥー教の影響がみられるが、かなり独創的な思想であり、ルドルフ・シュタイナーの『アカシャ年代記より』やランツ・フォン・リーベンフェルスの『神聖動物学』などに影響を与えた。
ブラヴァツキーはニューエイジの祖とも考えられており、岩本道人（吉永進一）は、『シークレット・ドクトリン』は思想的影響から見て計り知れない大著であると評している。同時に、そこでブラヴァツキーが用いた「不可視の超越者」の介入と想像力の無限の活用という手段が、20世紀のポップ・オカルティズムの氾濫の素地となったことも指摘している。

## 翻訳
- ヘレナ・P・ブラヴァツキー『シークレット・ドクトリン（宇宙発生論 上）』田中恵美子/ジェフ・クラーク訳、神智学協会ニッポン・ロッジ、竜王文庫〈神智学叢書〉、1989年。ISBN 4-89741-317-6。
第1巻の前半の翻訳。全6冊予定だが、2009年12月現在1巻のみ刊行で、絶版の状態が続いている。
- ヘレナ・P・ブラヴァツキー『シークレット・ドクトリンを読む』東條真人編訳、出帆新社〈トランス・ヒマラヤ密教叢書〉、2001年。ISBN 4-915497-72-0。
全体の抄訳。
- ヘレナ・P・ブラヴァツキー『シークレット・ドクトリン 第三巻(上) ―科学、宗教、哲学の統合』アニー・ベサント編著、加藤大典訳、文芸社、2016年。ISBN 978-4286172439。